# Standards (album de Biréli Lagrène)
Pour les articles homonymes, voir Standard.
Albums de Biréli Lagrène
Acoustic moments
(1990) My Favorite Django
(1995)
Standards est un disque en trio du guitariste de jazz français Biréli Lagrène. Le répertoire est constitué de standards de jazz.

## Titres
| No  | Titre                           | Musique                             | Durée |
| --- | ------------------------------- | ----------------------------------- | ----- |
| 1.  | C'est si bon                    | Henri Betti                         | 6:43  |
| 2.  | Softly, as in a Morning Sunrise | Sigmund Romberg                     | 5:37  |
| 3.  | Days of Wine and Roses          | Henry Mancini                       | 5:20  |
| 4.  | Stella by Starlight             | Victor Young                        | 6:00  |
| 5.  | Smile                           | Charlie Chaplin                     | 5:56  |
| 6.  | Autumn Leaves                   | Joseph Kosma                        | 4:57  |
| 7.  | Teach Me Tonight                | Gene de Paul                        | 6:03  |
| 8.  | Donna Lee                       | Miles Davis                         | 5:02  |
| 9.  | Body and Soul                   | Johnny Green                        | 7:24  |
| 10. | Ornithology                     | Charlie Parker et Benny Harris (en) | 4:25  |
| 11. | How Insensitive                 | Antônio Carlos Jobim                | 7:10  |
| 12. | Nuages                          | Django Reinhardt                    | 4:27  |

## Musiciens
- Biréli Lagrène : guitare
- André Ceccarelli : batterie
- Niels-Henning Ørsted Pedersen : contrebasse